# Detroit Motor Chassis Company
Detroit Motor Chassis Company war ein US-amerikanischer Hersteller von Automobilen.

## Unternehmensgeschichte
Das Unternehmen wurde 1912 in Detroit in Michigan gegründet. Beteiligt waren William P. Culver, M. D. Dewitt, A. J. Kinncan und L. J. Stringer. Sie stellten Fahrgestelle her, die von externen Karosserieherstellern karosseriert wurden. Der Markenname lautete Detroit. Noch 1912 endete die Produktion.
Es ist denkbar, dass sich daraus 1915 die Detroit Chassis Company entwickelte.

## Fahrzeuge
Am Angebot stand nur ein Modell. Ein Vierzylindermotor mit 37 PS Leistung trieb es an. Das Dreiganggetriebe kam von Warner und die Achsen von Weston-Mott.

## Übersicht über Pkw-Marken aus den USA, die mitDetroitbeginnen
| Marke            | Hersteller                         | Vermarktungsbeginn | Vermarktungsende | Ort, Bundesstaat   |
| ---------------- | ---------------------------------- | ------------------ | ---------------- | ------------------ |
| Detroit          | Detroit Automobile Company         | 1899               | 1901             | Detroit, Michigan  |
| Detroit          | Wheeler Manufacturing Company      | 1904               | 1904             | Detroit, Michigan  |
| Detroit          | Detroit Motor Chassis Company      | 1912               | 1912             | Detroit, Michigan  |
| Detroit          | Detroit Motor Wagon Company        | 1912               | 1912             | Detroit, Michigan  |
| Detroit          | Detroit Cyclecar Company           | 1913               | 1914             | Detroit, Michigan  |
| Detroit          | Detroit Chassis Company            | 1915               | 1917             | Detroit, Michigan  |
| Detroit Electric | Detroit Electric Car Company       | 1907               | 1939             | Detroit, Michigan  |
| Detroit Taxicab  | Detroit Taxicab & Transfer Company | 1914               | 1915             | Detroit, Michigan  |
| Detroit-Dearborn | Detroit-Dearborn Motor Car Company | 1909               | 1910             | Dearborn, Michigan |